# Calomyscus bailwardi
Calomyscus bailwardi é uma espécie de roedor da família Calomyscidae.
É endêmico do sul do Irã, particularmente nas Montanhas Zagros.
Um registro feito no sudeste da Turquia, possivelmente pertence a esta espécie, entretanto, necessita de confirmação taxonômica.